# Mycalesis taiwana
Mycalesis taiwana är en fjärilsart som beskrevs av Matsumura 1919. Mycalesis taiwana ingår i släktet Mycalesis och familjen praktfjärilar. Inga underarter finns listade i Catalogue of Life.